# Wilhelm Strunz
Wilhelm Strunz (W. St.) war ein Anfang des 20. Jahrhunderts in Bayern gegründetes Spielzeugunternehmen mit Sitz in Nürnberg. Die Firma war auf Stofftiere und -puppen spezialisiert.

## Geschichte
Das 1902 gegründete Unternehmen wurde 1908 durch Margarete Steiff aufgrund der Verletzung ihrer Schutzrechte in Form des genieteten „Knopf im Ohr“ verklagt. Im Anschluss erklärte sich Strunz bereit, seinen eigenen Markenknopf zukünftig nur noch mit einer Drahtklammer am Ohr zu befestigen.
Die Schutzmarke von Wilhelm Strunz zeigte unter dem Schriftzug „SCHUTZ - MARKE“ einen stehenden (Teddy)Bär, der mit seinen Tatzen nach links ein auf einem Fels gestütztes Schild mit den Initialen W. St. festhält. Der Begriff TRADE-MARK. darunter ist ein Hinweis auf den Export der Produkte von Wilhelm Strunz in englischsprachige Länder.